# Les Essarts (Loir-et-Cher)
Les Essarts település Franciaországban, Loir-et-Cher megyében. Lakosainak száma 98 fő (2022. január 1.). Les Essarts Artins, Montrouveau és Vallée-de-Ronsard községekkel határos.

## Népesség
A település népességének változása:
| Lakosok száma | 110  | 110  | 92   | 100  | 107  | 110  | 108  | 103  | 101  | 98   |
|               | 1968 | 1982 | 1990 | 2006 | 2013 | 2015 | 2017 | 2019 | 2020 | 2022 |